# Anderssonskans Kalle (1901)
Anderssonskans Kalle är en bok från 1901 av Emil Norlander (berättelsen publicerades ursprungligen i Nya Nisse, men gavs ut av Norlander på eget förlag 1901).) Boken handlar om den busige pojken Kalle och utspelar sig på Norrmalm i Stockholm. Boken har utkommit i femton upplagor och filmatiserats sex gånger (1922, 1923, 1934, 1950, 1972 och 1973 – de tre första av Sigurd Wallén).

## Utgivning
- Anderssonskans Kalle – Pojkstreck och käringskvaller. 1912. https://runeberg.org/andkalle/